# Museo Arqueológico de Sanliurfa
El Museo Arqueológico de Sanliurfa (en turco, Şanlıurfa Müzesi) es uno de los museos arqueológicos de Turquía. Está ubicado en la ciudad de Sanliurfa, situada en la provincia de su mismo nombre. El museo fue creado en 1969 y en 2015 se inauguró un nuevo edificio para este museo. Además de salas de exposición, cuenta con áreas de animaciones y también con un área de experimentación de excavaciones arqueológicas.

## Colecciones
El museo contiene una colección de objetos arqueológicos procedentes del entorno de Sanliurfa y áreas adyacentes. Es muy importante, a nivel internacional, la colección perteneciente al periodo neolítico. De esta época destaca la presencia de objetos procedentes de Göbeklitepe, donde estuvo el que se ha considerado como el templo más antiguo del mundo, así como de otro templo de la fase más primitiva del neolítico, el templo de Nevalı Çori.
La exposición incluye herramientas, cerámica, estatuillas votivas, objetos de metal, sellos, joyas, estelas con inscripciones, relieves y esculturas.
Uno de los objetos singulares más destacados es el hombre de Balıklıgöl, neolítico, que se estima que es la escultura de tamaño real más antigua de la historia.
Otros objetos pertenecen a diferentes periodos que abarcan el calcolítico, la Edad del Bronce, la Edad del Hierro, el periodo helenístico, la época romana, la época bizantina y la época islámica.
|                                                      |
| El hombre de Balıklıgöl, fechado hacia el 9000 a. C. |

|                                             |
| Tótem de Göbeklitepe, hacia 8800-8000 a. C. |

|                                |
| Algunos objetos del neolítico. |

|                                                          |
| Recreación de una escena de culto de la Edad del Bronce. |

|                                                      |
| Estatua de la diosa de la Victoria, de época romana. |